# Pipamperon
Pipamperon ist ein Psychopharmakon aus der Gruppe der niederpotenten Neuroleptika (Antipsychotika) und gehört zu den Butyrophenonen. Es wirkt deutlich sedierend und weniger antipsychotisch. Pipamperon wurde Anfang der 1960er-Jahre von Janssen Pharmaceutica entwickelt und ab 1963 in den USA klinisch getestet.

## Pharmakologie
Pipamperon blockiert vor allem Serotoninrezeptoren, im geringeren Maße D2- und D4-Rezeptoren und α1-Adrenozeptoren. Pipamperon hat keine Wirkung auf muskarinische Acetylcholinrezeptoren und Histamin-H1-Rezeptoren. Der Abbau erfolgt über N-Dealkylierung und Oxidation.

## Erwünschte Wirkungen
Pipamperon soll bei innerer Unruhe, Schlafstörungen, Stimmungsumschwüngen u. ä. regulierend wirken und beispielsweise den Schlaf fördern bzw. anstoßen. Daneben kann es Pathologische Erregungszustände oder Aggressivität vermindern.

## Unerwünschte Wirkungen
Im Vergleich zu anderen Neuroleptika zeichnet sich Pipamperon durch seine verhältnismäßige Verträglichkeit aus, anticholinerge Nebenwirkungen sind nicht gegeben. Deshalb findet es oftmals auch Einsatz in der Geronto- und Kinder- und Jugendpsychiatrie.
In höheren Dosierungen kann es zu extrapyramidal-motorischen Störungen, sogenannten Dyskinesien, kommen. Solche Bewegungsstörungen zeigen sich vornehmlich im orofazialen Bereich (um den Mund bzw. im Gesicht). Sie können als Frühdyskinesien oder Spätdyskinesien auftreten, wobei Pipamperon ein niederpotentes Neuroleptikum ist und Spätdyskinesien vor allem bei hochpotenten typischen Neuroleptika auftreten.
Sehr selten kommt das maligne neuroleptische Syndrom vor, welches lebensbedrohend sein kann.
Gastrointestinale Symptome:
Appetitlosigkeit, Übelkeit bis zum Erbrechen.
Endokrine Effekte:
Hyperprolaktinämie, Brustvergrößerung, Regelstörungen.
Kardiovaskuläre Effekte:
Beschleunigter Puls, niedriger Blutdruck, sehr selten kommen Herzrhythmusstörungen (QT-Zeit-Verlängerung) vor, in einem Fall kam es zu einem Herzstillstand.
Andere Beschwerden im Bereich des ZNS:
Gelegentlich wurde über Depression, Müdigkeit und Benommenheit, Schlaflosigkeit, Kopfschmerzen und Krampfanfälle berichtet.
Physische Entzugserscheinungen:
Schlaflosigkeit.

## Anwendung
Pipamperon wird zumeist als leichtes Schlafmittel verschrieben. Bei der Behandlung älterer Menschen und bei psychischen Erkrankungen dient es auch als Beruhigungsmittel. Des Weiteren wird es auch Menschen mit aggressivem oder autoaggressivem (selbstverletzendem) Verhalten verabreicht.
Die Plasmahalbwertszeit beläuft sich auf 17–22 Stunden.

## Kontroverse
Das Mittel steht im Mittelpunkt der Vorwürfe gegen den Facharzt für Kinder- und Jugendpsychiatrie sowie -psychotherapie, Michael Winterhoff, infolge seiner langfristigen, teils jahrelangen Verwendung bei Kindern.

## Handelsnamen
Monopräparate:
Dipiperon (D, CH), Pipamperon HEXAL Saft (D), diverse Generika (D)